# Château Lynch-Bages

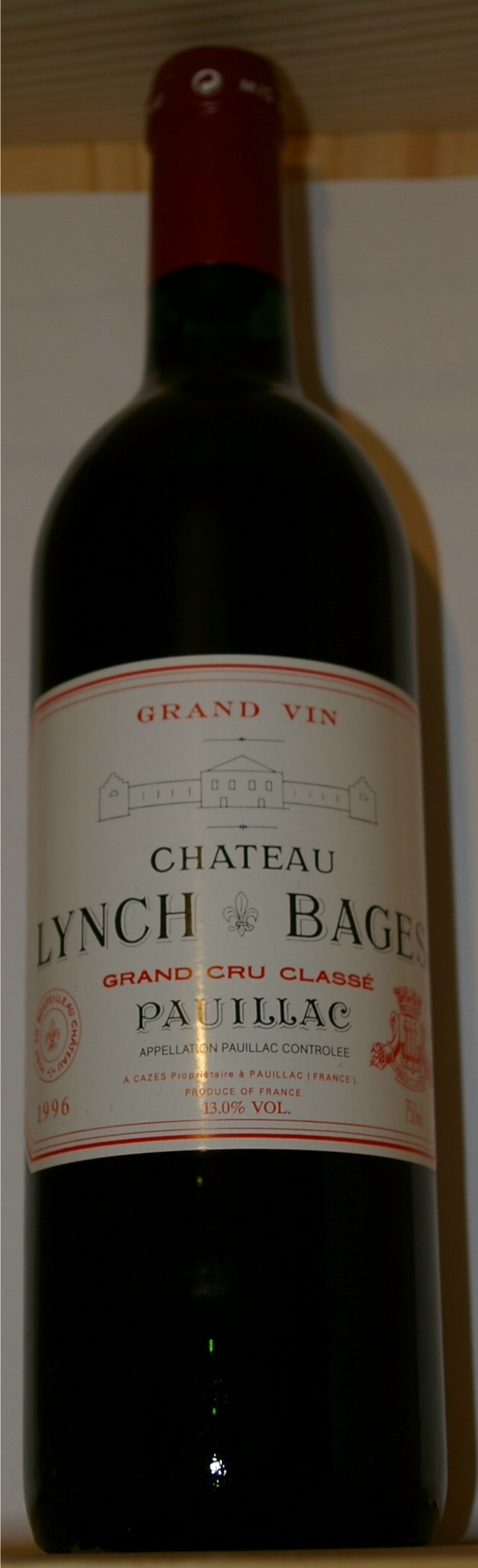
Château Lynch-Bages 1996

Château Lynch-Bages is een wijndomein in Bordeaux en een vijfde cru uit het classificatiesysteem voor Bordeauxwijn van 1855. Het château domineert het plateau van Bages, net ten zuiden van het dorp Pauillac. De chais zijn aanzienlijk en de standplaats van waaruit AXA Millésimes de landgoederen in bezit bestuurde, totdat het hoofdkwartier in 2000 werd verplaatst naar Château Pichon-Longueville-Baron.
De oppervlakte van de wijngaarden is ongeveer 90 ha met een aanplant van cabernet sauvignon (73%), merlot (15%), petit verdot (2%) en cabernet franc (10%). De gemiddelde leeftijd van de wijnstokken is 35 jaar. 100% van het sap wordt vergist op staal (inox). De gemiddelde productie per jaar is 35.000 kisten van 12 flessen.
Lynch-Bages is een robuuste, intense Pauillac, die minder streng lijkt dan zijn soortgenoten. Typerend voor deze cru is namelijk de iets zwoele, ronde souplesse die de wijnen van geslaagde oogsten een zeer aangename afdronk verschaft. De wijnen die in de jaren 1980 werden geproduceerd kunnen nu en dan tot het hoogste niveau worden gerekend dat Bordeaux kan produceren; vooral de jaargang 1985 moet als uiterst succesvol worden aangemerkt. Maar de wijnen in de jaren 1990 lijken iets te missen. Lynch-Bages bleef als voorheen een wijn met veel body, enigszins gekruid, zowel rijk als aromatisch. Deze jaargangen zijn zeer goed gemaakt, maar ze missen echte spanning. Net als bij het in 1986 door AXA Millésime gekochte en ook aan Jean-Michel Cazes toevertrouwde Château Pichon-Longueville-Baron is het onderliggende materiaal absoluut aanwezig. Maar het lijkt erop alsof er meer geld gaat naar marketing dan naar het produceren van wijnen met de hoogste klasse en flair. Recente jaargangen als 2000 en 2006 lijken een verbetering te markeren.

## Geschiedenis van het château
De familie Lynch stamt oorspronkelijk uit Galway in Ierland. Na de Slag aan de Boyne in 1690 emigreerde John Lynch naar Bordeaux. Zijn nakomelingen kenden al snel voorspoed, pasten zich goed aan en kochten in 1749 - nadat zij zich van het importeren van wol hadden gewend tot het exporteren van wijn - het Domaine de Bages. Michael Lynch was burgemeester van Pauillac tijdens de Franse Revolutie en zijn broer graaf Jean-Baptiste burgemeester van Bordeaux tijdens het Eerste Franse Keizerrijk en de Restauratie. Het aantrekkelijke landgoed dateert uit die periode (de jaren 1820) en werd ingrijpend gerestaureerd in de jaren 1980.
In 1824 werd Lynch-Bages verkocht en het landgoed ging door diverse handen totdat het in 1939 werd gekocht door de familie Cazes, die de vervallen landgoederen al hadden bewerkt vanaf 1934. Jean-Charles Cazes, die in 1972 stierf op 95-jarige leeftijd, heeft de kwaliteit van de wijngaard hersteld tot het niveau waardoor het momenteel zo beroemd is. In de eerste 18 jaar na de Tweede Wereldoorlog werden enkele uitmuntende jaargangen wijn geproduceerd, terwijl veel andere chateaus nog een moeilijke periode doormaakten. Ook daarna werden diverse zeer fraaie jaargangen afgeleverd.